# 閻寶
閻寶（863年—922年5月23日），字瓊美，鄆州人。唐朝末年及五代十国时期将领，先后效力泰宁军、宣武军、后梁和前晋，后在讨伐成德军（赵国）时因战败而病亡。

## 生平

### 早期仕途
其父閻佐，官至海州刺史。
閻寶早年是泰宁军节度使朱瑾的牙將。乾宁四年（897年），宣武军节度使朱全忠派庞师古攻打泰宁军部兖州，朱瑾二子及大将康怀贞、判官辛绾、小校阎宝以兖州向庞师古投降，朱瑾奔淮南。

### 效力后梁

#### 后梁建立前
光化三年（900年）九月，河东节度使李克用遣李嗣昭率步骑三万下太行山，攻克怀州，进攻河阳军，坏其羊马城。阎宝时任佑国军将，引兵救之，十月，与河阳留后侯言力战于战壕外，河东军退。
朱全忠受任为天下兵马副元帅后，派元帅府行军左司马李周彝、右司马符道昭领寇彦卿、南大丰、阎宝率大军讨伐义昌军节度使刘守文。

#### 后梁建立后
朱全忠建立后梁，史称后梁太祖。
开平四年（910年）十二月，太祖命宁国军节度使王景仁为北面行营招讨使，潞州副招讨使韩勍为副，相州刺史李思安为前锋，会合魏博军讨伐成德军节度使赵王王镕，又令阎宝、王彦章率二千骑在邢、洺与王景仁会合。李克用之子继任河东节度使晋王李存勖来援救王镕，此战即柏乡之战，梁军大败。
太祖年间，阎宝为诸军都虞候，常跟随诸将征伐，未尝独自立下战功。乾化元年（911年）十月，太祖驻相州，以阎宝为御营使。

### 效力前晋

#### 力穷降晋
后梁末帝贞明元年（915年），閻寶为保义军节度使（治邢州）、检校太傅。
贞明二年（916年），后梁魏博军兵变，魏博军节度使贺德伦降晋。李存勖攻克相、卫、洺、磁四州，卫州刺史来昭投降，磁州刺史靳昭、昭德军节度使（治相州）张筠、义昌军节度使戴思远弃城而逃。六月，李存勖以偏师攻打邢州，阎宝独自保守邢州孤城，援军断绝，派帐中亲校潘瑰走小道骑马奏报朝廷。末帝遣捉生都指挥使张温率兵五百救之，张温以其众降晋。八月，李存勖亲自率军攻打邢州，遣人告诉阎宝相州已被攻克，又遣张温率援兵至城下告谕，阎宝于是举邢州降晋。李存勖嘉之，以他遥领天平军节度使、东南面招讨等使，待以宾礼，位在诸将上，每有谋画，都与其参谋决议。

#### 幽州解围
天祐十四年（917年）三月，契丹进犯幽州，卢龙节度使周德威形势危急，而李存勖正与后梁对峙，对是否分兵相救感到忧心，只有李嗣源、李存审、阎宝劝李存勖救幽州。阎宝举霍去病、陈汤的例子请求率精卒一万与契丹作战。李存勖喜道：“昔日唐太宗得一李靖就生擒颉利可汗，现在吾有猛将三人，又担忧什么呢！”李存审、阎宝认为契丹军无辎重，势不能久，等其在野外无可掠夺了，粮尽了自然回军，然后可以追踪攻击之。李嗣源说周德威是社稷之臣，幽州朝夕不保，无暇待契丹自退，请求身为前锋相救。李存勖赞同。四月，李存勖命李嗣源率军先进发，屯于涞水，阎宝率镇、定之兵继后，率师乘夜渡过祁沟，杀入敌军，俘擒而还。七月，李存勖担心李嗣源、阎宝兵少不足以敌契丹，又命李存审率兵增援。李嗣源、阎宝、李存审率步骑七万在易州会合，三将合谋，衔枚束甲，寻找涧谷行军，直抵幽州。八月，晋军从易州北沿山而行，沿着大房岭东进，在幽州西北六十里打败契丹万骑，俘获物资不可胜计，进军追杀，俘斩万计，杀进幽州，解周德威之围后于九月班师。李存勖加阎宝检校太尉、同平章事。
十月，监军使张承业认为库房钱是建立基业用的，不肯给李存勖用，李存勖怒了要杀他，张承业挽住他的衣服哭。阎宝在旁解开张承业的手让他退下，张承业一拳殴得阎宝摔倒在地，骂道：“阎宝，朱温（朱全忠本名）之党，受晋大恩，却未尝出一言效忠报恩，想以谄媚自容吗！”

#### 胡柳励战
在天祐十五年（918年）十二月梁晋之间的胡柳陂之战中，晋国各路军队都避敌不战而观望，梁军登上无石山，军势强盛。李存勖望见，害怕不敌，想要回营退守临濮。阎宝进言说：“大王深入敌境，偏师作战不利，王彦章的骑兵已经进入濮州，山下只有步兵陈列，天色将晚，他的士兵都有了归意，我们发动全部精锐部队攻打他们，他们一定会败退逃跑。现在如果后退，一定会被敌军追击，我方军队尚未集结，又听闻敌军得胜，就会不战而自己溃败。大凡作战，决定胜负，就要正确地估计形势，了解了情势，就要果断不疑。现在大王的成败就在此一战，如果不能取胜，敌军余众渡过黄河，黄河以北的地区就不归大王所有了，大王一定要努力迎战啊！登高临下，势如破竹，消灭敌军残余正在今日！”昭义节度使李嗣昭和银枪都将王建及也都劝战，李存勖听了很是震动，致谢说：“如果没有你们，我几乎计谋错误。”于是率领骑兵大声呼喝，挥槊登上无石山，大败梁军。

#### 伐赵身亡
天祐十八年（921年），王镕养子张文礼（王德明）杀死王镕，夺取军镇。三月，河中节度使朱友谦、李嗣昭、义昌军节度使李存审、义武军节度使王处直、安国军节度使（即原保义军节度使）李嗣源、成德军兵马留后张文礼、阎宝、大同军节度使李存璋、威塞军节度使王郁、振武节度使李存进、朱友谦子忠武军节度使朱令德分别遣使劝进李存勖即唐朝帝位，李存勖回信不许。从此，各藩镇多次上章劝进，各自献上货币数十万以为即位所需的费用。
八月，李存勖得知张文礼私通后梁，于是以符习为成德军留后，又命阎宝为招讨使、相州刺史史建瑭为马军都将、天雄军马步副都将李绍文为马步军都虞候率兵助之，从邢洺北上进讨张文礼弑父之罪。当月，赵州刺史王鋋投降，九月，阎宝进军渡过滹水，进逼成德军军部镇州，在其西南扎营，挖掘壕沟建栅栏围城，挖开大悲寺漕渠淹没外城，俘获张文礼所任深州刺史张友顺，折断他的腿献给李存勖。当月，史建瑭阵亡。十月，王处直养子王都幽禁王处直于其他房间，自称留后，阎宝闻讯报知李存勖。
天祐十九年（922年）正月，契丹三十万大军来援救成德军，前锋抵达新乐，众人都很担忧。阎宝见李存勖，陈说策略，军情才安定下来。契丹退军后，阎宝加兼检校侍中。三月，镇州粮尽，张文礼的儿子也是继任者张处瑾派部下五百余人出城寻找食物，阎宝放他们出去，想埋伏军队截击。这些镇州军出城后就奋力攻打围城工事，阎宝轻视他们，没有准备，镇州军很快涌来数千人，阎宝的军队没有集结，镇州军破坏围城工事而出，纵火烧了阎宝的营寨，阎宝抵抗不住，收兵退守赵州。镇州军将晋军营垒尽数毁坏，取其牧草粮食，数日不尽。李存勖闻之，以李嗣昭为北面招讨使，代替阎宝。四月，李嗣昭阵亡，阎宝也羞愤成疾，背疽发作而死，时年六十岁。

## 后事
因阎宝、李嗣昭都去世，七月，李存进奉命代为征讨，亦战死，最后镇州由李存审平定。
李存勖建立后唐后，于同光初年追赠阎宝太师。后晋天福二年（937年）十月，追封太原郡王。
阎宝年轻的仆夫李彦韬在阎宝死后被李嗣源的女婿后来的后晋高祖石敬瑭收于账下，后为后晋高官。

## 家庭
閻寶有八子，阎弘伦、阎弘儒官至郡守，另有子阎弘鲁。

## 评价
- 《旧五代史》史臣曰：阎宝再降于人，夫何足贵焉（阎宝两次投降他人，哪里值得珍视了！）。[1]

## 延伸阅读
[在维基数据编辑]
 《舊五代史·卷59》，出自薛居正《舊五代史》
 《新五代史·卷44》，出自歐陽修《新五代史》